# 太原师范学院附属中学校
太原师范学院附属中学，也称师院附或太原师院附，省属公立中学，山西省示范高中。其前身为太原师范专科学校附属中学，地处太原市中心，1902年始建的山西大学堂旧址。

## 介绍
太原师院附中是省属公立完全中学，被评为山西省示范高中。前身为1997年创办的太原师范专科学校附属中学。
2000年太原师范学院成立后，更名为太原师范学院附属中学。2002年成立高中部。师院附中地处太原市中心，坐落于1902年始建的山西大学堂旧址。

## 校内设施
校园占地面积53229平方米，建筑面积37013平方米。师院附中现有教学楼两栋，实验楼1栋，图书馆楼1栋，行政楼1栋，多功能厅、食堂1栋。现有化学实验室2个，物理实验室2个，生物实验室 1个，语音室2个，计算机室3个，电子阅览室1个，录课室1个，多功能厅1个。有塑胶篮球场8个，1个2000平方米操场。

## 教学情况
现有教学班约80个（其中：高中约50个班；初中约60个班），学生约5000名，教职工共172人，其中 教师159人，教师中硕士5人，本科毕业153人。教师中教授1人，副教授3人，特级教师1人，高级教师38人 （占全体教师人数的27.1%）。国家级骨干教师1人，省市学科带头人16名（占全体教师人数的11%），省、市教学能手51名（占全体教师人数的32.1%），省市骨干教师56人（占全体教师人数的35.2%）。
附中至2019年6月，每年毕业初中班约20个，高中班约20个，总计每年毕业学生约2500名学生。